# Suhodil, Stanîcino-Luhanske
Suhodil (în ucraineană Суходіл) este un sat în comuna Mîkolaiivka din raionul Stanîcino-Luhanske, regiunea Luhansk, Ucraina.

## Demografie
Componența lingvistică a localității Suhodil
     Ucraineană (56,22%)
     Rusă (42,04%)
Conform recensământului din 2001, majoritatea populației localității Suhodil era vorbitoare de ucraineană (56,22%), existând în minoritate și vorbitori de rusă (42,04%).